# Samara (Rússia)
Samara (russo:  Самара; IPA: [sɐˈmarə]), conhecida de 1935 a 1991 como Kuibyshev (russo:  Куйбышев; IPA: [ˈkujbɨʂɨf]), é a sexta maior cidade da Rússia e o centro administrativo do Oblast de Samara. Situa-se na parte sudeste da Rússia Europeia, na confluência dos rios Volga e Samara, na margem leste do Volga, que funciona como a fronteira oeste da cidade; do outro lado do rio estão as Montanhas Zhiguli, nome pela qual a cerveja local (Zhigulyovskoye) é nomeada. O limite norte é formado pelas colinas de Sokolyi e pelas estepes no sul e leste. A cidade abrange 46.597 hectares, com uma população de 1.164.685 (Censo 2010), a área metropolitana formada por Samara-Togliatti-Syzran, tem uma população de mais de três milhões de habitantes.
A cidade, localizada às margens do rio Volga, é conhecida pelo seu importante centro aeroespacial, bem como pelo seu multiculturalismo, por sua diversidade religiosa e seus festivais, sendo o mais famoso o festival Grushinsky, a cidade também se destaca nos campos de engenharia mecânica e metalúrgica e possui um estádio, a Cosmos Arena, construído para ser uma das sedes da Copa do Mundo FIFA de 2018.

## História
Foi fundada por decreto do czar Teodoro I em 1586, como uma fortaleza em seguida, se transformou em um centro de comércio de grãos para a região do Rio Volga. Em meados do século XX, a cidade passou a se chamar Kuibyshev, em homenagem a um revolucionário russo e a um proeminente político soviético, Valerian Kuybyshev. Naquela época, a cidade era a capital da indústria aeroespacial e militar do país. No outono de 1941, quando as divisões fascistas se aproximaram de Moscou, Samara foi escolhida para o título de "capital reserva" - o mais provável, por seu arranjo exclusivamente vantajoso na junção de muitas rotas. A burocracia do Kremlin mudou-se para as margens do Volga, o corpo diplomático foi evacuado - um total de 22 embaixadas estrangeiras.
No período da Guerra Fria, Samara era oficialmente uma "cidade fechada", devido à importância de sua indústria para a União Soviética, o que significa que nenhum estrangeiro poderia entrar na cidade. O fim da Guerra Fria devolveu a Samara o status reconhecido de um dos centros internacionais de comunicação científica, cultural e comercial.
Hoje é um grande centro industrial e de transporte na Rússia Europeia. Uma indústria de fabricação importante na área metropolitana, que também se concentra no automóvel (AvtoVAZ Lada), equipamento ferroviário, química, petróleo e gás (Rosneft), maquinário, metal (Alcoa) e alimentos (Nestlé). Também foi um centro da indústria aeroespacial com a produção de veículos de lançamento de foguetes Soyuz e Molniya.

## Transportes

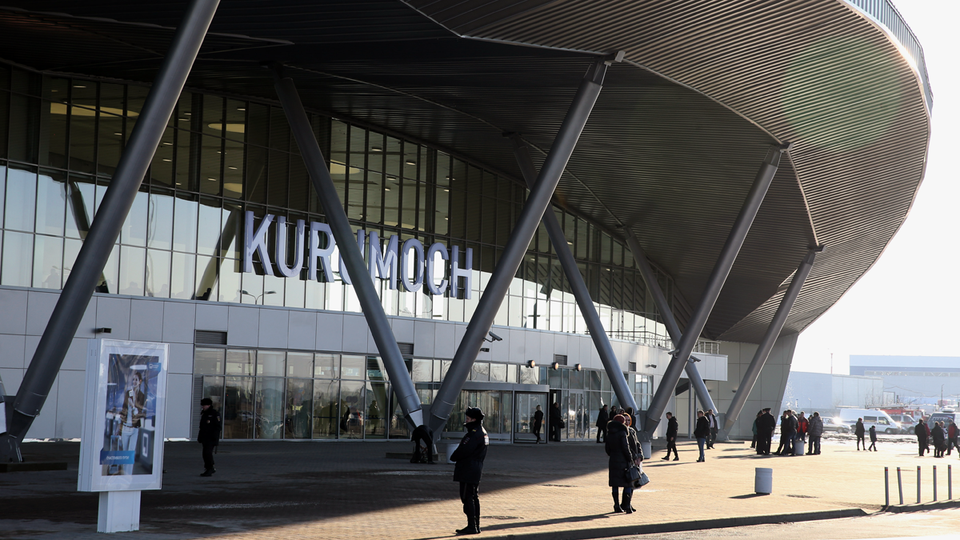
Aeroporto Internacional de Samara-Kurumoch.

A cidade é servida pelo Aeroporto Internacional de Samara-Kurumoch, a Estação de Trem de Samara conecta a cidade a outras principais do país, também há um porto com a convergências dos rios Volga e Samara, é cortada pela auto-estrada M5.

## Geografia

### Símbolos
Brasão de armas
O brasão de armas da cidade, aprovado pela decisão do Conselho da Cidade de número 187 de 26 de novembro de 1998 (conforme alterado em 2011), tem a seguinte descrição: "O brasão de armas da cidade de Samara é um escudo simples (indivisível) de forma francesa, no centro da qual é mostrado no campo azul em pé cabra branca selvagem grama verde. Escudo coroado com uma coroa imperial de ouro". O Escudo é um retângulo cuja base é 8/9 da sua altura.
Bandeira
A bandeira do distrito da cidade de Samara é um pano retangular de três faixas horizontais iguais (alto - vermelho, meio - branco e azul - baixo) com o brasão de armas da cidade de Samara. Na banda azul da bandeira, sob os braços, a inscrição "Samara", feita com letras douradas. A relação entre largura e comprimento do sinalizador é de 1:2. Brasão de armas da cidade de Samara é representado no centro da bandeira. A relação entre a altura e a largura do emblema e a largura e o comprimento da bandeira é respectivamente de 1:2 e 1:7. A distância da borda superior da bandeira até o brasão de armas é de 1:7, a largura da bandeira. A distância da borda inferior da bandeira até a base da inscrição se refere à largura da bandeira é de 1:7. A altura de uma letra maiúscula é a altura da coroa. A altura das letras minúsculas é de 1:10 da largura da bandeira. A bandeira foi aprovada pela Câmara Municipal de Samara em 30 de dezembro de 1998.

### Clima
Samara experimenta um clima continental úmido (classificação climática de Köppen-Geiger Dfb). Os níveis de umidade de Samara são mais altos no verão do que muitas cidades russas, graças aos níveis de precipitação e à proximidade com o Volga. Os níveis de umidade geralmente variam de 29% a 98% de umidade durante o período de um ano. Houve um recorde de +39.9 °C durante a onda de calor severa que atingiu a região em 2010.
| Dados climatológicos para Samara | Dados climatológicos para Samara | Dados climatológicos para Samara | Dados climatológicos para Samara | Dados climatológicos para Samara | Dados climatológicos para Samara | Dados climatológicos para Samara | Dados climatológicos para Samara | Dados climatológicos para Samara | Dados climatológicos para Samara | Dados climatológicos para Samara | Dados climatológicos para Samara | Dados climatológicos para Samara | Dados climatológicos para Samara |
| Mês                              | Jan                              | Fev                              | Mar                              | Abr                              | Mai                              | Jun                              | Jul                              | Ago                              | Set                              | Out                              | Nov                              | Dez                              | Ano                              |
| -------------------------------- | -------------------------------- | -------------------------------- | -------------------------------- | -------------------------------- | -------------------------------- | -------------------------------- | -------------------------------- | -------------------------------- | -------------------------------- | -------------------------------- | -------------------------------- | -------------------------------- | -------------------------------- |
| Temperatura máxima recorde (°C)  | 5,2                              | 6,8                              | 16,5                             | 31,1                             | 33,7                             | 38,4                             | 39,4                             | 39,9                             | 33,8                             | 26,0                             | 14,7                             | 7,3                              | 39,9                             |
| Temperatura máxima média (°C)    | −6,8                             | −6,1                             | 0,4                              | 12,0                             | 20,7                             | 25,3                             | 26,9                             | 24,9                             | 18,5                             | 9,8                              | 0,1                              | −5,4                             | 10,0                             |
| Temperatura média (°C)           | −9,9                             | −9,6                             | −3,4                             | 7,0                              | 14,9                             | 19,7                             | 21,5                             | 19,4                             | 13,4                             | 6,0                              | −2,4                             | −8,2                             | 5,7                              |
| Temperatura mínima média (°C)    | −12,8                            | −12,8                            | −6,7                             | 2,9                              | 9,8                              | 14,9                             | 16,7                             | 14,7                             | 9,3                              | 3,1                              | −4,5                             | −10,8                            | 2,0                              |
| Temperatura mínima recorde (°C)  | −43,0                            | −36,9                            | −31,4                            | −20,9                            | −4,9                             | −0,4                             | 6,3                              | 2,3                              | −3,4                             | −15,7                            | −28,1                            | −41,3                            | −43,0                            |
| Precipitação (mm)                | 53                               | 42                               | 34                               | 39                               | 36                               | 56                               | 57                               | 46                               | 44                               | 53                               | 52                               | 51                               | 563                              |
| Dias com precipitação            | 4                                | 3                                | 5                                | 11                               | 14                               | 15                               | 14                               | 12                               | 14                               | 14                               | 10                               | 6                                | 122                              |
| Dias com neve                    | 24                               | 20                               | 14                               | 4                                | 1                                | 0,1                              | 0                                | 0                                | 0,3                              | 4                                | 13                               | 22                               | 104                              |
| Umidade relativa (%)             | 83                               | 80                               | 79                               | 67                               | 58                               | 64                               | 67                               | 69                               | 73                               | 76                               | 83                               | 83                               | 74                               |
| Insolação (h)                    | 64                               | 102                              | 149                              | 214                              | 305                              | 303                              | 310                              | 275                              | 190                              | 108                              | 47                               | 46                               | 2 113                            |
| Fonte: Pogoda.ru.net             |                                  |                                  |                                  |                                  |                                  |                                  |                                  |                                  |                                  |                                  |                                  |                                  |                                  |
| Fonte 2: NOAA (sol, 1961–1990)   |                                  |                                  |                                  |                                  |                                  |                                  |                                  |                                  |                                  |                                  |                                  |                                  |                                  |

## Desporto

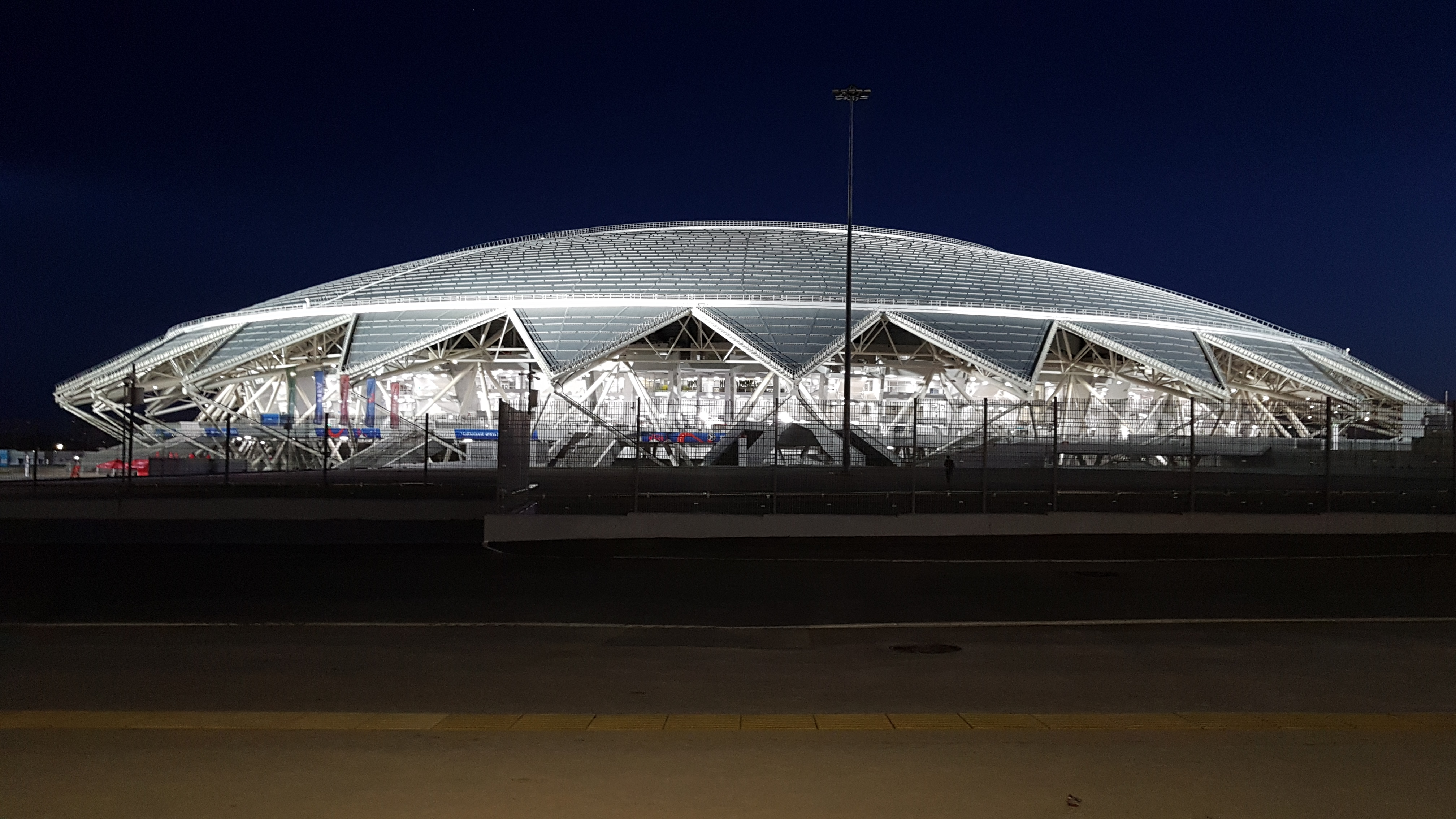
Cosmos Arena.

A cidade de Samara é a sede do Estádio Metallurg e do FC Krilia Sovetov Samara, que participam no Campeonato Russo de Futebol. Outros clubes foram o FC Yudjin Samara e o FC SKD Samara. Samara foi uma das onze cidades sedes da Copa do Mundo FIFA de 2018 com seis jogos (quatro da fase de grupos, um das oitavas-de-final e um das quartas-de-final) jogados no estádio recém-construído Cosmos Arena.